# Symphonie « A » de Joseph Haydn
La Symphonie « A » en si bémol majeur Hob. I:107, est une symphonie du compositeur autrichien Joseph Haydn, composée entre 1757 et 1761.

## Historique
La symphonie « A » de Joseph Haydn a probablement été composée vers 1760/61. L'œuvre n'était initialement connue que dans sa version quatuor à cordes Opus 1 no 5. Lorsque le musicologue autrichien Eusebius Mandyczevski a commencé à compiler en 1907 en vue d'une édition complète, une liste de toutes les symphonies de Haydn, il n'a donc pas pris en compte la présente symphonie. L'hypothèse que le quatuor pouvait être issu d'une œuvre pour orchestre a été confirmée par les découvertes d'une partition dans la  Collection dite de Fürnberg-Morzin (Haydn était jusqu'à la fin de 1760 / début 1761 employé chez le comte Morzin) qui se révélait être identique au quatuor Opus 1 no 5. Plus tard, les parties manquantes ont été trouvées dans les bibliothèques des monastères autrichiens de Saint-Florian et Göttweig. La symphonie a été d'abord publiée en 1955 dans un livre sur les symphonies de Haydn par Howard Chandler Robbins Landon et a reçu le nom de « A ». Anthony van Hoboken lui a donné dans son catalogue de toutes les œuvres de Haydn le numéro 107.

## Structure de l'œuvre
La symphonie comporte trois mouvements :
1. Allegro, en si bémol majeur, à 
, 113 mesures
2. Andante, en mi bémol majeur, à 
, 73 mesures
3. Allegro molto, en si bémol majeur, à 
, 72 mesures

Durée : 15 minutes

## Instrumentation
- Deux hautbois, un basson, deux cors, cordes, continuo.